# Altschloss (Breithardt)

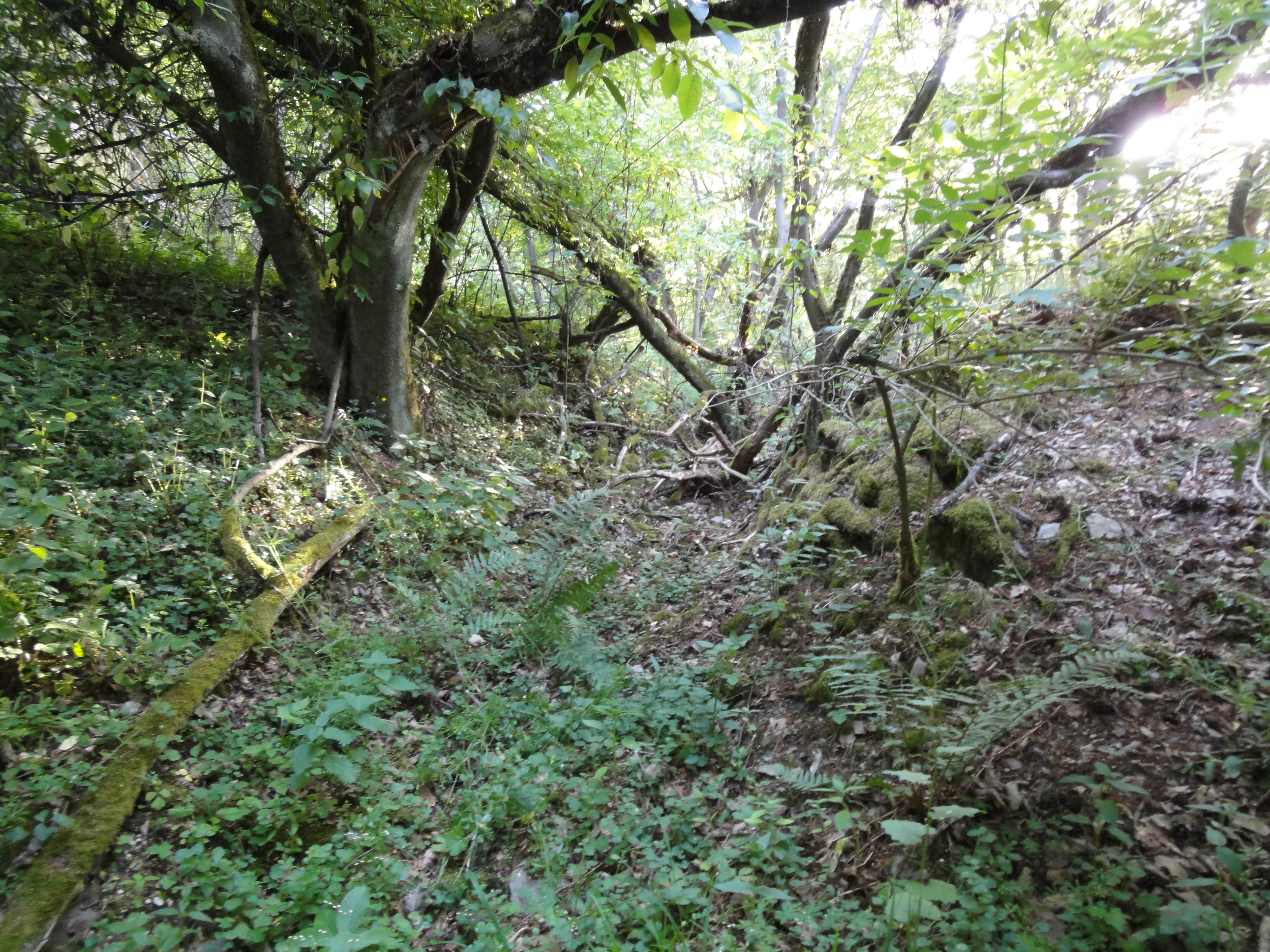
Das vermutete Wall-Graben-System im Norden der Anlage

Das Altschloss bei der Taunusortschaft Hohenstein-Breithardt im Rheingau-Taunus-Kreis in Hessen ist der vermutete Burgstall einer in Spornlage befindlichen, mittelalterlichen Befestigung. Ob sich hier eine Burg befand, ist umstritten.

## Lage und Beschreibung
Die Anlage befindet sich etwa 1200 Meter westlich der Ortsmitte von Breithardt, nahe der Weinmühle, auf einem auf Fels basierenden, ins Tal hereinreichenden Sporn. West-, Süd- und Osthang des Sporns fallen steil ins Tal ab. Lediglich im Norden ist ein flacher Übergang zum Berg vorhanden. Der Sporn selbst weist eine Plateauausbildung auf. Im Plateau erhebt sich eine Felsformation deren Oberseite ebenso plateauartig ausgebildet ist. Im Zugang zur Burgstelle findet sich eine Geländeformierung, die als Wall-Graben-System interpretiert werden kann. 
Feststellbar sind am Fels deutliche Bearbeitungsspuren. Nahe dem Burgstall befinden sich im Waldbereich mehrere aufgegebene Steinbrüche.
Sofern hier eine Befestigungsanlage befand, wird von einem Holzbau ausgegangen, da sich keine Hinweise für einen Steinbau finden. 

## Geschichte
Die geschichtliche Einordnung der Befestigung ist nicht klar. Denkbar ist, dass es sich hier um den Sitz der Herren von Breithardt gehandelt haben könnte, was eine Entstehung vor 1390 bedeuten würde. Die Herren von Breithardt sind erstmals für das Jahr 1387 nachweisbar. Ihr Anteil an Breithardt fiel allerdings 1404 an Nassau-Idstein.
Eine andere Theorie bringt die Befestigung in den Zusammenhang mit einer Fehde zwischen einem Zweig der Herren von Hohenstein und den Grafen von Katzenelnbogen einerseits und Nassau-Usingen andererseits. Hintergrund dieser Fehde waren die Besitzrechte um das 1418 mit Stadtrechten ausgestattete Breithardt. Dies würde ein Entstehen nach 1407 nahelegen.
Eine Verlehnung der Befestigung ist nicht bekannt. Spätestens 1457 war die Anlage bereits aufgegeben.

## Denkmalschutz
Der Bereich des Burgstalls ist ein Bodendenkmal nach dem Hessischen Denkmalschutzgesetz. Nachforschungen und gezieltes Sammeln von Funden sind genehmigungspflichtig, Zufallsfunde an die Denkmalbehörden zu melden.